# Amor sem Igual
Amor sem Igual (título en español: Amor sin Igual) es una telenovela brasileña producida por Casablanca y emitida por RecordTV desde el 10 de diciembre de 2019 hasta el 18 de enero de 2021, con un total de 148 episodios. Sustituyó Topíssima y fue sustituida por Gênesis en el horario central de la cadena. Escrita por Cristianne Fridman y dirigida por Rudi Lagemann, la telenovela fue protagonizada por Day Mesquita, Rafael Sardão, Thiago Rodrigues, Heitor Martinez, Dani Moreno, Barbara França, Guilherme Dellorto y Sthefany Brito en los papeles principales.

## Elenco
| Actor/Actriz       | Personaje                                       |
| ------------------ | ----------------------------------------------- |
| Day Mesquita       | Angélica Silva Viana / Poderosa                 |
| Rafael Sardão      | Miguel Gonçalves Aguiar                         |
| Juan Alba          | Ramiro Viana                                    |
| Thiago Rodrigues   | Tobias Andrade Viana                            |
| Barbara França     | Fernanda Andrade Viana                          |
| Selma Egrei        | Norma Andrade                                   |
| Françoise Forton   | Emília Pinto Alvares / Olympia                  |
| Dani Moreno        | Berenice Lima / Furacão                         |
| Heitor Martinez    | Bernardo Rodrigues                              |
| Gabriel Gracindo   | Leandro Campello                                |
| Sthefany Brito     | Donatella Ribeiro                               |
| Guilherme Dellorto | Pedro Antônio Barros Cordeiro                   |
| Michelle Batista   | Maria Antônia Barros Cordeiro                   |
| Ernani Moraes      | Antônio Barros Cordeiro (Oxente)                |
| Andréa Avancini    | Zenaide Barros Cordeiro                         |
| César Cardadeiro   | José Antônio Barros Cordeiro                    |
| Miguel Coelho      | Antônio Barros Cordeiro Júnior (Antônio Júnior) |
| José Victor Pires  | Hugo Alves                                      |
| Manuela do Monte   | Fabiana Braga Motta                             |
| Miguel Nader       | Willian Souza (Duplex)                          |
| Henrique Camargo   | Caio Lima                                       |
| Paulo Figueiredo   | Geovani Ribeiro                                 |
| Juliana Lohmann    | Cindy Lopes de Freitas                          |
| Camila Mayrink     | Vânia Vilela                                    |
| Matheus Costa      | Peppe Trovatelli                                |
| Brenda Sabryna     | Rosa Flor Moreti                                |
| Beth Zalcman       | Augusta Guimarães / Carmem Maia                 |
| Malu Falangola     | Ioná Coutinho                                   |
| Eduardo Lago       | Luiggi Trovatelli                               |
| Kika Kalache       | Serena Trovatelli                               |
| Pedro Nercessian   | Roberto de Bragança (Beto)                      |
| Thierry Figueira   | Jefe de policía Fonseca                         |
| Marcio Elizzio     | Santiago                                        |
| Marcela Muniz      | Sônia Magalhães                                 |
| Paulo Reis         | Ernani Carvalho Baldin                          |
| Iara Jamra         | Yara Botelho                                    |
| Castrinho          | Bento Apolinário                                |
| Raphael Montagner  | Juliano Gomes Santanna                          |
| Isadora Cecatto    | Bibiana Trovatelli                              |
| Marcelo Batista    | Alberto Nicolau (Mike Tyson)                    |
| Nica Bonfim        | Ludmila                                         |
| Alexandre Lino     | Xavier                                          |
| Thiago Amaral      | Wesley                                          |
| Bernardo Mesquita  | Mauro                                           |
| Yohama Eshima      | Drª. Tatiana                                    |
| Carlos Takeshi     | Takashi                                         |
| Jui Huang          | Chang                                           |
| Ivan Rios          | Olavo                                           |
| Wiliam Melo        | Nino                                            |
| Márcia di Milla    | Marly                                           |
| Milton Filho       | Enf. Chico                                      |
| Pablo Barros       | Cata-Bola                                       |

### Participaciones especiales
| Actor/Actriz         | Personaje               |
| -------------------- | ----------------------- |
| Camila Rodrigues     | Sophia Loren Alencar    |
| Felipe Cunha         | Antonio Ramos Gonçalves |
| Ariane Rocha         | Amanda Silva (joven)    |
| Prisma da Matta      | Gisele                  |
| Saulo Rodrigues      | Jefe de policía Jorge   |
| Rose Abdallah        | Ceci                    |
| Charles Paraventi    | Danilo Gusmão (Gusmão)  |
| Paulo Vilela         | Geraldo                 |
| Jonathan Nogueira    | Tião                    |
| Ed Oliveira          | Matias                  |
| Raul Labancca        | Rubens                  |
| Savio Moll           | Dr. Fragoso             |
| André Melo           | Edson                   |
| William Vita         | Jair                    |
| Thiago Giacomini     | Mosar                   |
| Pablo Sobral         | Almeida                 |
| Eduardo Lassah       | Oswaldo                 |
| Ana Varello          | Luciana                 |
| Guilherme Mendonça   | Nivaldo                 |
| Leonardo Lima        | Rodrigo                 |
| Matheus Sampaio      | Ivan                    |
| Maju Rodrigues       | Verônica                |
| Ju Fontana           | Suelen                  |
| Gabrielli Diniz      | Enfermera de Cindy      |
| Bruna Negendank      | Fernanda (niña)         |
| Vanderlei Luxemburgo | Él mismo                |
| Luiz Bacci           | Él mismo                |
| Camila Santanioni    | Lena                    |
| Amaury Lorenzo       | Seguridad               |